# Amiga Force
Az Amiga Force egy videójáték magazin volt, amelyet 1992 vége velé alapított a Europress Impact. Összesen 16 lapszám jelent meg belőle mielőtt a kiadójával együtt megszűnt. Az Amiga Force első lapszáma 1992 szeptemberében került az újságárusok polcaira. Nem sokkal ezután havonta jelent meg. Az Amiga Force több hasonlóságot mutatott a Europress Impact többi folyóiratához, főképp a Sega Force-hoz. Ellentétben a legfőbb riválisával; az Amiga Power-rel az Amiga Force lapszámaihoz nem mellékeltek floppy lemezeket.
A magazin több design és személyzet váltáson esett át az élettartama alatt. 1994 márciusában jelent meg az Amiga Force utolsó lapszáma, mivel a kiadója; az Impact Magazines megszűnt.

## Külső hivatkozások
- Az Amiga History szócikke az Amiga Force-ról (angolul)